# El Forn (Sant Cugat Sesgarrigues)
El Forn és una obra de Sant Cugat Sesgarrigues (Alt Penedès) inclosa a l'Inventari del Patrimoni Arquitectònic de Catalunya.

## Descripció
El conjunt de la cooperativa del forn de pa i la sala del cafè consta d'aquest espais: La sala del cafè i un edifici annex, el forn o antiga cooperativa del pa, i un espai obert o pati central entre els dos edificis. El pati és l'únic element que no apareix en el POUM de 2006.
El conjunt està delimitat a l'est per un mur al llarg del carrer Sant Antoni.
La sala anomenada el cafè és un equipament sociocultural municipal que antigament formava part del sindicat agrícola cooperatiu (SAC). Consta d'un escenari i un espai ampli.
Es tracta d'un edifici de planta rectangular fet de pedra amb finestres d'obra vista. La coberta té una estructura d'encavallades de fusta, tapades per un cel ras emmotllurat. A l'interior hi ha una sala amb escenari i un cafè. La coberta de la sala és a quatre vessants.
L'edifici el forn també forma part del conjunt patrimonial de l'antic sindicat agrícola. Està conformat per una nau de planta rectangular i parets de pedra. Té uns pilars centrals de fàbrica de totxo. La coberta, a doble vessant, és de teula àrab i resta una part per cobrir. Feia la funció de forn i de magatzem. El forn es conserva en bon estat.
Actualment avui dia es fa servir per activitats socioculturals. I també acull una exposició sobre la vida rural, diferents oficis, la vida domèstica...

## Història
Formà part del patrimoni del Sindicat Agrícola Cooperatiu i que feia concretament la funció de magatzem. En l'actualitat el Forn s'ha convertit en un espai d'exposició rural, recollint gran varietat de mobiliari, objectes, estris i maquinària agrícola de tots els temps.
Les activitats de l'entitat es van aturar amb la Guerra Civil i no es van reprendre més. Fins a 1968 l'Ajuntament no va fer-se càrrec de l'edifici.